# Joaquín Aracil Aznar
Joaquín Aracil Aznar (Alcoy, 1 de junio de 1891-Alcoy, 17 de febrero de 1974) fue un arquitecto español.

## Biografía
Realizó la carrera en la Escuela de arquitectura de Barcelona que finalizó en 1915. Fue arquitecto municipal de Alcoy, Cocentaina y Gandía. Fue presidente del Círculo Industrial de Alcoy de 1960 a 1962. Ocupó el cargo de presidente en la formación política Derecha Regional Valenciana durante la Segunda República Española.

## Obras
Algunas de sus obras por orden cronológico son:
- Quiosco modernista en la plaza de la Constitución, en Alcoy (1917)
- Hotel L'Àgora, edificio de estilo modernista valenciano en la calle Sor Piedad de la Cruz número 3, de Bocairente (Valencia), 1921.
- Casa de Francisco Moltó en avenida P. Valencià número 31, en Alcoy. (1921).
- Chalet Laporta, en calle Cid número 32, en Alcoy, (1923).
- Casa en avenida L'Alameda número 30, en Alcoy, (1924).
- Edificio del banco Hispano-Americano en avenida P. Valencià número 29, en Alcoy, (1929).
- Colegio Salesianos en la plaza Mossen Josep de Alcoy, (1931).
- Fábrica de calzados Riera en Cocentaina (Alicante), (1932).
- Campanario de la iglesia de San Roque, en Alcoy, (1940).
- Iglesia de San Miguel Arcángel, en Bellreguart (Valencia), (1940).
- Cines Avenida y Capitol, en Alcoy, (1940).
- Iglesia de San Mauro y San Francisco, en Alcoy. Dirección de las obras de 1943-1955.
- Reconstrucción del Salón Rotonda del Círculo Industrial de Alcoy junto con Roque Monllor Boronat y José Cortes Miralles, (1953).
- Delegación de Hacienda de Murcia, (1953).
- Iglesia de San Francisco de Asís, en Oliva (Valencia) junto a los arquitectos José Joaquín Aracil Bellod y Rafael Contel Comenge, (1954).